# Street Fighter II: Movie
Cet article concerne le jeu vidéo. Pour le film d'animation dont le jeu est tirée, voir Street Fighter II, le film. Pour d'autres titres qui sont proches, voir Street Fighter.
Street Fighter II: Movie est un jeu vidéo d'aventure édité et développé par Capcom sur PlayStation et Saturn, sorti respectivement en 1995 et 1996 exclusivement au Japon.
Ce jeu est tiré du film d'animation Street Fighter II, le film, connu au Japon sous le titre Street Fighter II Movie, sorti en 1994 en salle.

## Système de jeu
Ce jeu comprend deux CD. Le joueur incarne un cyborg espion qui scrute les combattants afin d'analyser leur technique de combat. La majeure partie du jeu consiste à visionner l'anime et à prendre des photos de certains moments clés. L'interaction propre au jeu vidéo est par conséquent quasiment rendu au strict minimum pour le joueur. À la fin, un combat oppose le cyborg à Ryu qui peut se conclure par trois fins possibles selon que le joueur perd, gagne ou gagne avec un perfect.